# La Novela Teatral
La Novela Teatral fue una publicación seriada de obras teatrales editada en Madrid entre 1916 y 1925.

## Descripción
La publicación, que aparecía semanalmente, fue fundada por José de Urquía, que fue su director.
En sus páginas aparecieron principalmente obras teatrales de diferentes dramaturgos españoles aunque, también, se incluyeron esporádicamente traducciones de autores extranjeros y algunos números especiales. Entre los nombres que figuraron en la colección pueden citarse casi al azar los de Manuel Linares Rivas, Carlos Arniches, Francisco Villaespesa, los hermanos Álvarez Quintero, Vital Aza o Joaquín Dicenta.
Las portadas de los diferentes números corrieron casi en su totalidad a cargo del caricaturista Manuel Tovar, cuyos retratos de diversas personalidades vinculadas al mundo de la actuación imprimieron un sello característico a la colección. Su primer número se publicó el 17 de diciembre de 1916 y cesó, tras un total de 446 números, el 7 de junio de 1925.

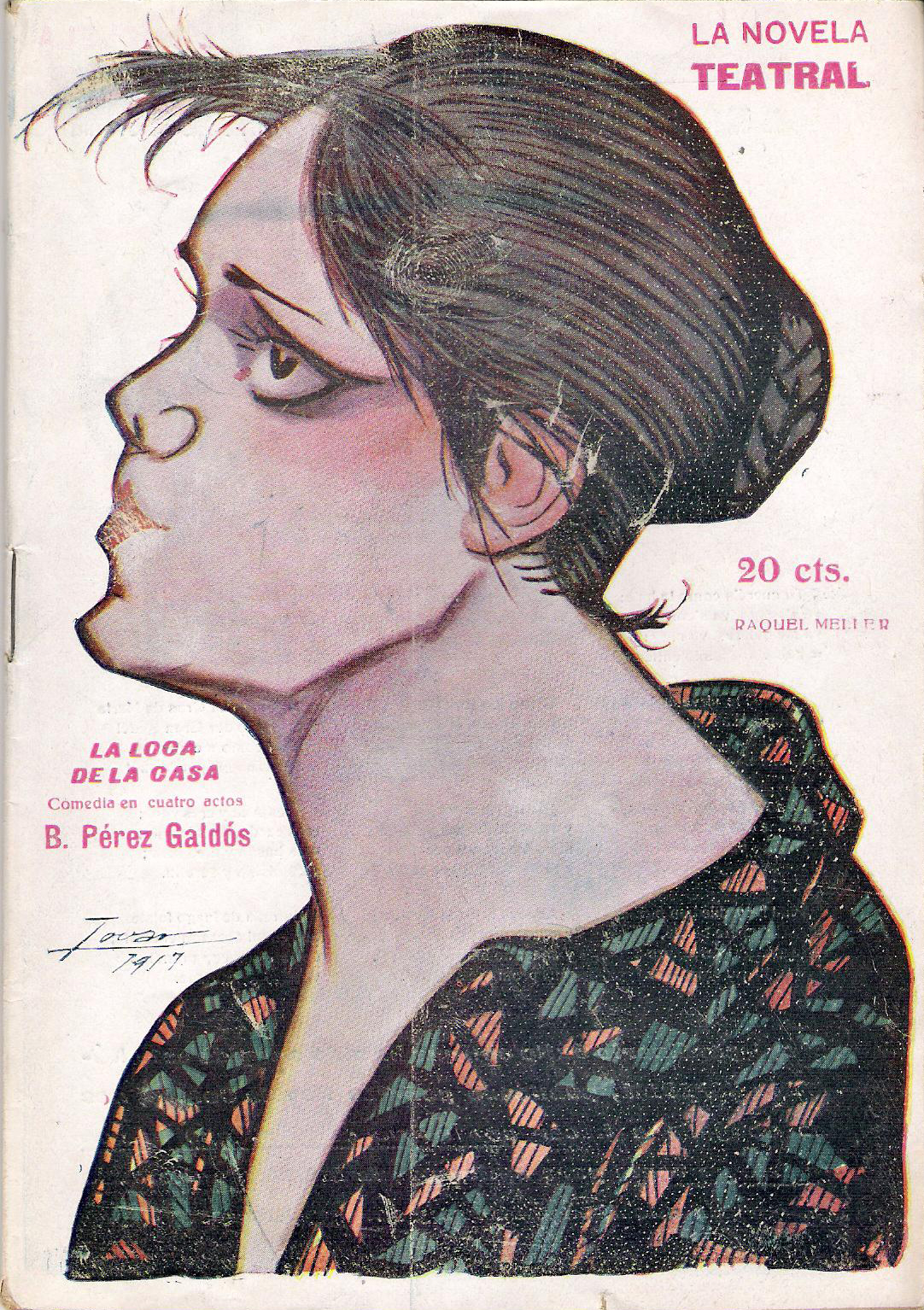
Raquel Meller (1918)
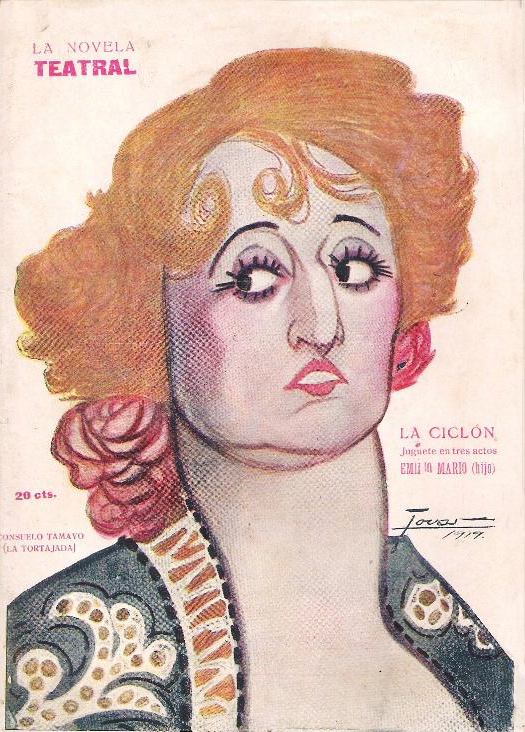
La Tortajada (1919)
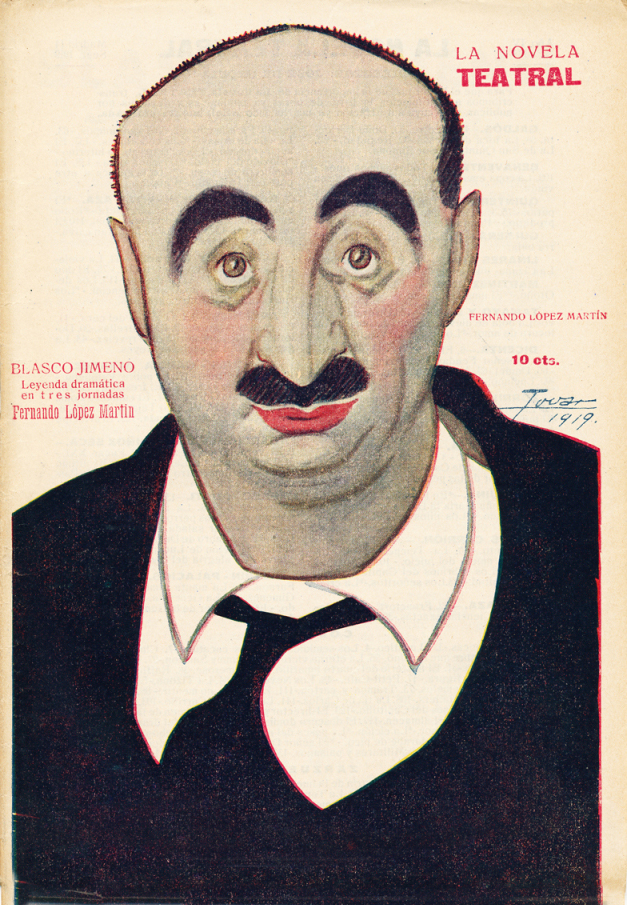
Fernando López Martín (1919)
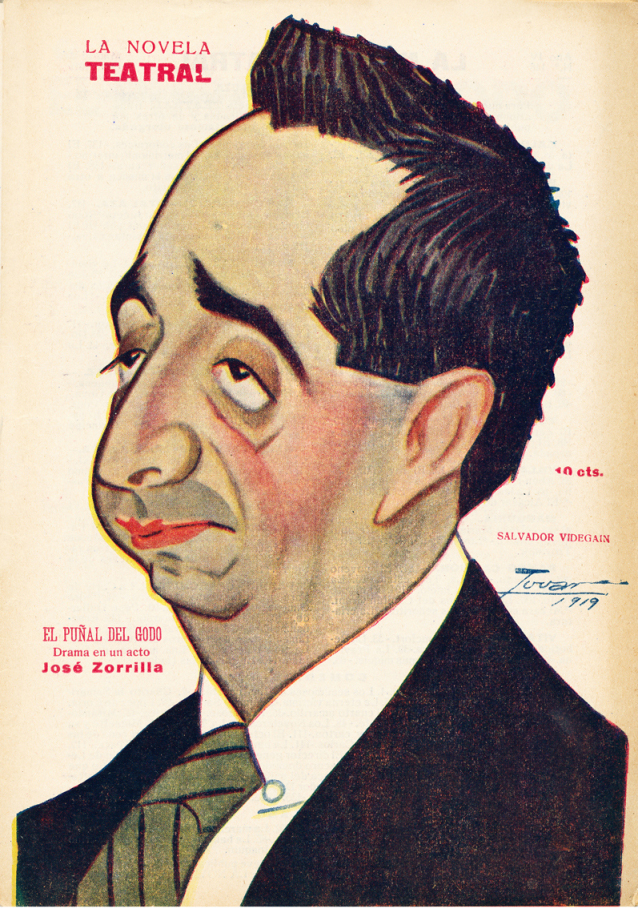
Salvador Videgain (1919)
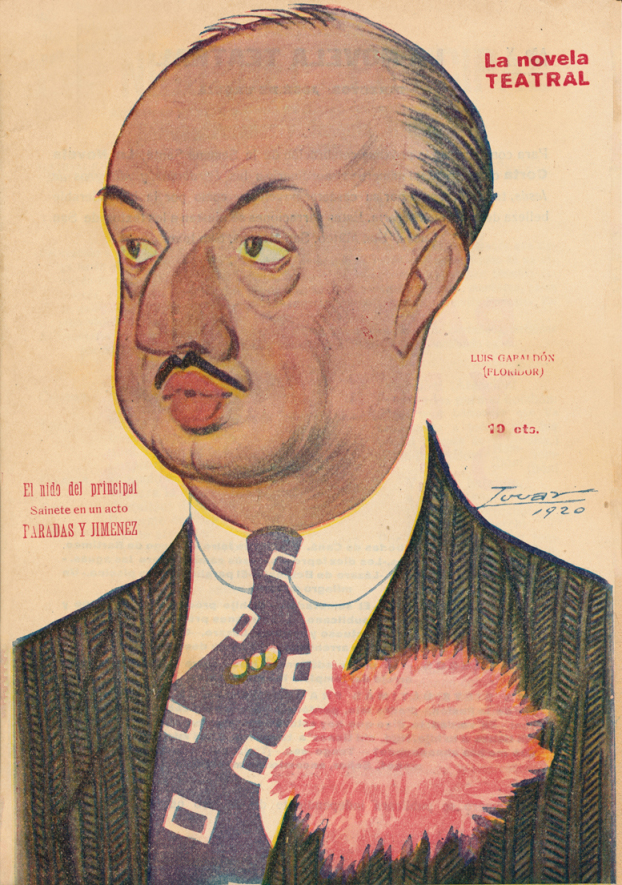
Luis Gabaldón (1920)
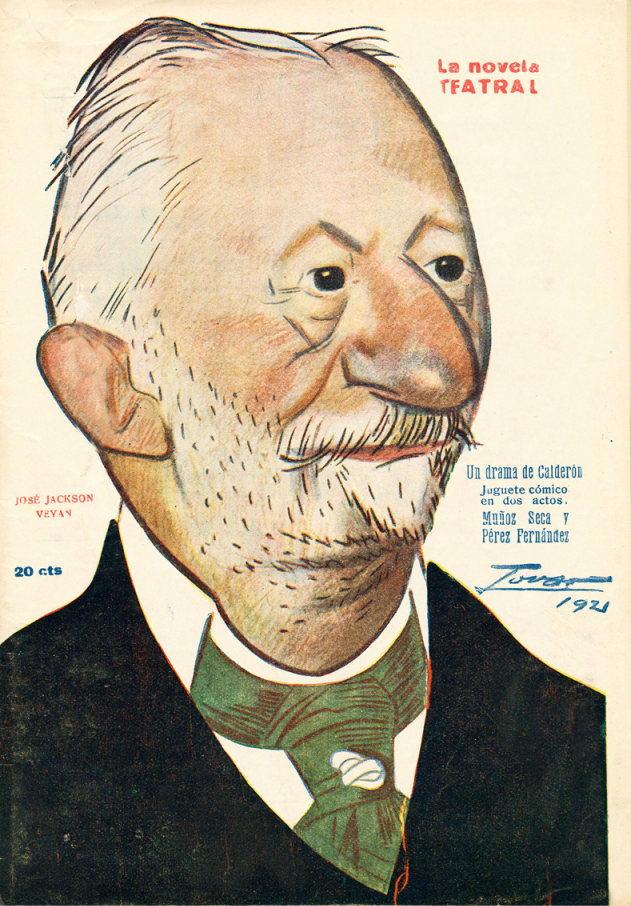
J. Jackson Veyán (1921)
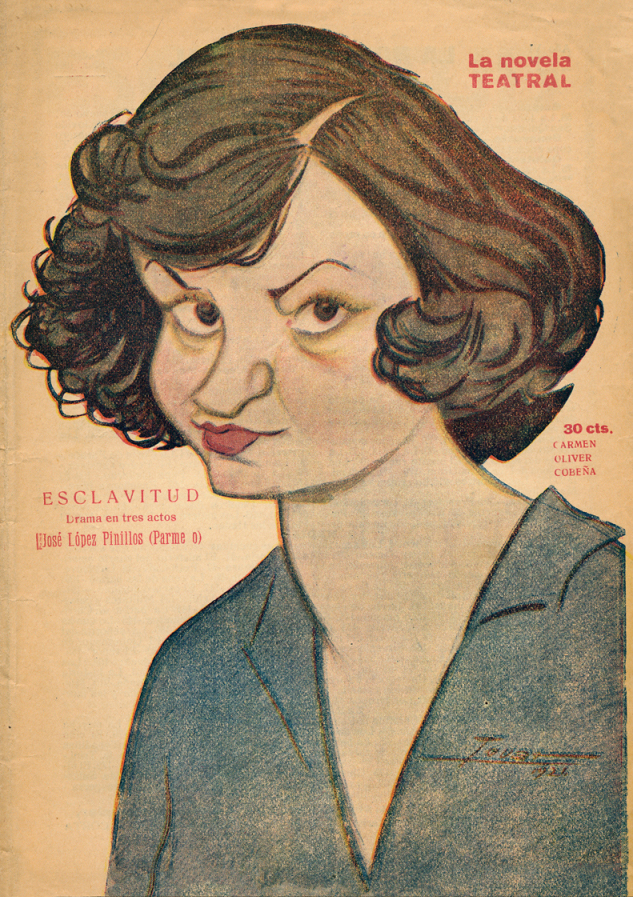
Carmen Oliver Cobeña (1921)
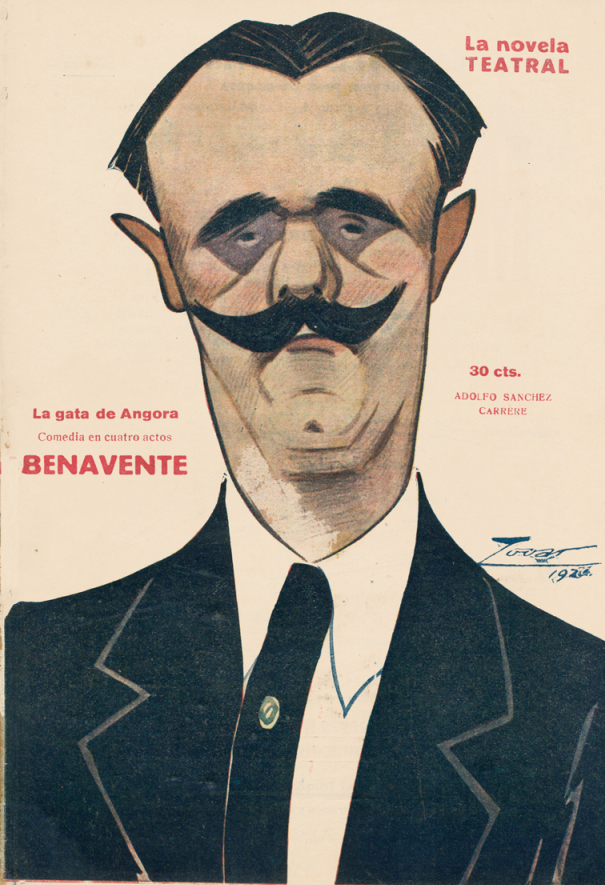
Adolfo Sánchez Carrere (1921)
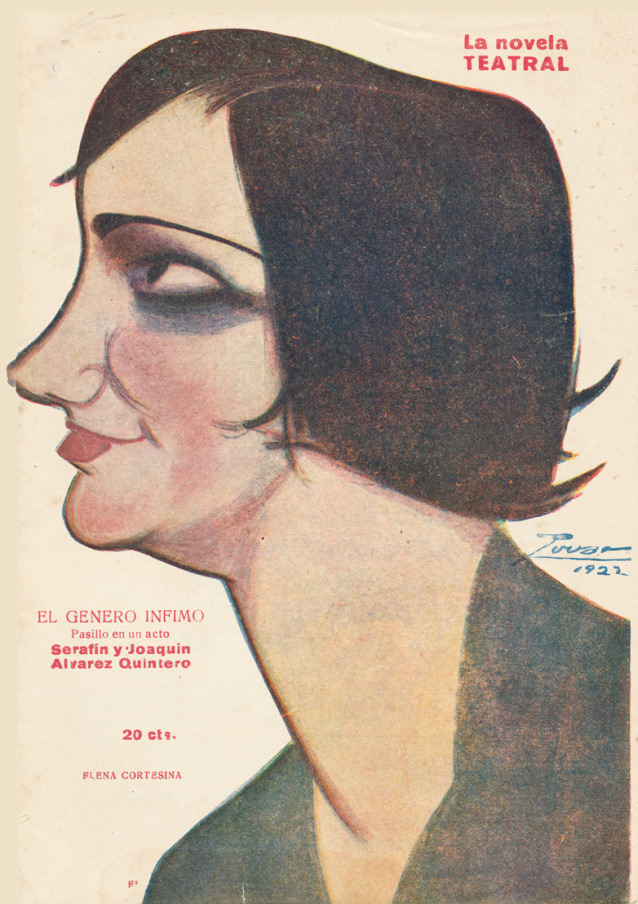
Elena Cortesina (1922)